# Свети Евдоксије
Свети мученици Евдоксије, Зенон и Макарије († око 312) су ранохришћански мученици и светитељи, пострадали за хришћанску веру у време великог прогона хришћана цара Диоклецијана у Мелитени .
Према Синаксару Цариградске цркве (10. век), Евдоксије је био на функцији комита. Диоклецијан је издао декрет по коме су хришћани били жестоко прогоњени. Евдоксија су ухапсили војници и довели до хегемона Мелитене. Опширније о Евдоксију извештава Симеон Метафраст. Евдоксија проналазе војници, води их својој кући, храни их ручком, опрашта се са женом Василисом, облачи белу одећу, седа на белог коња. Разговара са хегемоном Понтинијаном. Евдоксије у свом говору осуђује идолопоклонство и исповеда Христа као истинитог Бога. Овде он, заједно са Зиноном и Макаријем, бивају мучени по наређењу хегемона, а затим су сва тројица посечена.
У Синаксару Цариградске цркве Ромил и Евдоксија су описани у једном поглављу, али је напоменуто да су живели у различито време.
У Минологији Василија II (10. век) постоји комбинована легенда о светитељима који су живели у различитим вековима: Ромилу, кога је у 2. веку убио цар Трајан; и Евдоксија кога је у 4. веку убио Диоклецијан. Имена Зенона и Макарија се не помињу у Минологији. Забуна у житију се догодила, вероватно, због поклапања дана њиховог сећања и због тога што су страдали на истом месту. У Минологији Василија II, уз Евдоксија је представљен о Ромил . 
Православна црква помиње свете мученике Евдоксија, Зенона и Макарија 6 (19) септембра. 